# Allianz Arena
Allianz Arena (również Fußball Arena München) – stadion piłkarski w północnej części Monachium w Niemczech. Od sezonu 2005/2006 swoje mecze rozgrywa na nim Bayern Monachium, a także reprezentacja Niemiec. Do sierpnia 2017 roku swoje mecze rozgrywał na nim również TSV 1860 Monachium.
Obecnie jest to jeden z najnowocześniejszych stadionów piłkarskich na świecie. Nazwa stadionu pochodzi od jednego z jego sponsorów – niemieckiej firmy ubezpieczeniowej Allianz. W czasie rozgrywek Ligi Mistrzów, Mistrzostw Świata czy Mistrzostw Europy stadion przyjmuje nazwę Fußball Arena München z uwagi na przepisy UEFA mówiące, że w okresie rozgrywania meczów międzynarodowych nie może być używana nazwa sponsorska.

## Konstrukcja

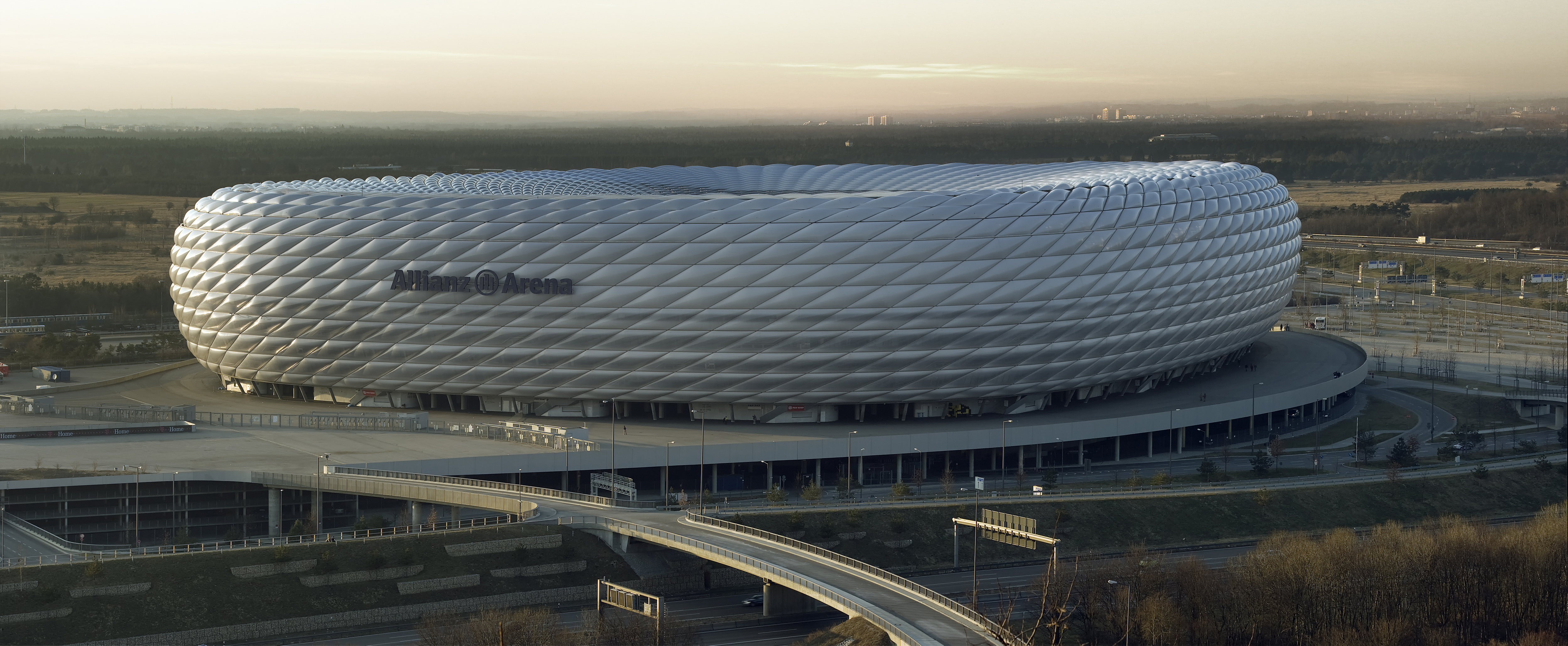
Fasada skonstruowana z poduszek powietrznych.

Konstrukcja Allianz Areny i zastosowane tutaj rozwiązania architektoniczne i techniczne sprawiają, że stadion ten uznawany jest za jeden z najnowocześniejszych sportowych obiektów świata.
Arena została zaprojektowana przez Jacques Herzoga oraz Pierre de Meurona. Całkowita pojemność stadionu wynosi 75 024 miejsc. Stadion posiada 57 343 miejsc siedzących, 13 794 stojących (tylko w rozgrywkach organizowanych przez DFB i meczach nie organizowanych pod egidą UEFA i FIFA), 2152 dla osobistości i prasy (w tym 104 miejsca dla VIP-ów), 1374 w loży honorowej, 966 dla sponsorów i 165 dla niepełnosprawnych. Jest to drugi co do wielkości obiekt piłkarski w Niemczech, po Signal Iduna Park w Dortmundzie (80 645).
Stadion posiada trzy poziomy trybun i jest skonstruowany tak, że zapewnia doskonałą widoczność z każdego miejsca. Na niższym poziomie może przebywać 24 776 widzów, na środkowym 23 634, a na wyższym 21 592. Stadion jest wyposażony w nowoczesne nadajniki GSM 900/1800 oraz UMTS. Pod dachem po przeciwległych stronach za bramkami umieszczono dwa telebimy o powierzchni 100 m² każdy.
To co najbardziej wyróżnia tę konstrukcję w porównaniu z innymi obiektami sportowymi, to charakterystyczny dach i fasada stadionu. Są one zbudowane z 2874 bardzo cienkich, foliowych poduszek napełnionych suchym powietrzem o łącznej powierzchni 64 000 m², stale pompowanych powietrzem. Jest to największa foliowa konstrukcja świata. Stadion jest podświetlany na kolory zgodne z barwami gospodarzy. Okazjonalnie stadion jest podświetlany również w tęczowe barwy z geście solidarności ze środowiskiem LGBT. Podświetlenie stadionu kosztuje około 60 euro na godzinę, a ogromna moc do tego zużyta sprawia, że w przejrzystą noc Allianz Arenę można dostrzec nawet z odległych o 75 km austriackich górskich szczytów. 
Stadion posiada rozbudowaną infrastrukturę. Na jego terenie znajdują się m.in. trzy żłobki przeznaczone dla kibiców i piłkarzy, dwa sklepy dla fanów – „Megastore” Bayernu liczący 800 m² oraz TSV 1860 – z 400 m² powierzchni sklepowej. Poza tym wokół stadionu działa 28 kiosków z artykułami dla kibiców. Znajdują się tu sale konferencyjne, pomieszczenia biurowe, także kilka restauracji, które zajmują łącznie powierzchnię ok. 6500 m². Do stadionu należy także czteropoziomowy parking ponad 10 000 samochodów i jest to jednocześnie największy samochodowy parking w Europie.

## Mistrzostwa Świata w Piłce Nożnej 2006
Allianz Arena była jednym z głównych stadionów Mistrzostw Świata w piłce nożnej w 2006 roku. Podczas mundialu nosił on nazwę FIFA WM-Stadion München.
Rozegrano na nim następujące mecze:
| Runda        | Data       | Mecz                                             |
| ------------ | ---------- | ------------------------------------------------ |
| Faza grupowa | 09.06.2006 | Niemcy 4–2 Kostaryka                             |
| Faza grupowa | 14.06.2006 | Tunezja 2–2 Arabia Saudyjska                     |
| Faza grupowa | 18.06.2006 | Brazylia 2–0 Australia                           |
| Faza grupowa | 21.06.2006 | Wybrzeże Kości Słoniowej 3–2 Serbia i Czarnogóra |
| 1/8 finału   | 24.06.2006 | Niemcy 2–0 Szwecja                               |
| Półfinał     | 05.07.2006 | Portugalia 0–1 Francja                           |

## Mistrzostwa Europy w Piłce Nożnej 2024
Allianz Arena została ogłoszona jako jeden z głównych stadionów Mistrzostw Europy w Piłce Nożnej 2024. Rozgrywane na nim jest 6 meczów, w tym mecz otwarcia 14 czerwca między Niemcami a Szkocją. W czasie rozgrywek stadion występuje pod nazwą Fußball Arena München.
| Faza       | Data       | Mecz                    |
| ---------- | ---------- | ----------------------- |
| Grupowa    | 14.06.2024 | Niemcy 5–1 Szkocja      |
| Grupowa    | 17.06.2024 | Rumunia 3–0 Ukraina     |
| Grupowa    | 20.06.2024 | Słowenia 1–1 Serbia     |
| Grupowa    | 25.06.2024 | Dania – Serbia          |
| 1/8 finału | 02.07.2024 | Rumunia - Holandia 0-3  |
| Półfinał   | 09.07.2024 | Hiszpania - Francja 2-1 |

## Finał Ligi Mistrzów
W sezonie 2011/2012 finał Ligi Mistrzów został zorganizowany na Allianz Arenie. Mecz odbył się 19 maja 2012 pomiędzy Bayernem Monachium a Chelsea FC, po serii rzutów karnych (3:4) Mistrzami Europy zostali zawodnicy angielskiej drużyny.